# Andreevca, Orhei
Andreevca este un sat din cadrul comunei Chiperceni din raionul Orhei, Republica Moldova

## Istoria localității
Satul Andreevca a fost menționat documentar în anul 1909. Fusese întemeiat câțiva ani mai înainte de 15 familii de țărani din regiunea Vinița și câteva familii de moldoveni din satul Saharna. Denumirea satului vine de la numele primului locuitor – Andrei Caraman. În 1928 satul avea circa 80 de locuitori.

## Geografie
Satul are o suprafață de circa 0,78 kilometri pătrați, cu un perimetru de 6,68 km. Localitatea se află la distanța de 27 km de orașul Orhei și la 75 km de Chișinău.

## Demografie
Conform datelor recensământului populației din 2004, populația satului constituia 259 de oameni, dintre care 52,51% - bărbați și 47,49% - femei.:

### Structura etnică
Structura etnică a satului Andreevca conform recensământului populației din 2004:
| Grup etnic                    | Populație | % Procentaj |
| ----------------------------- | --------- | ----------- |
| Băștinași declarați Moldoveni | 230       | 88,80%%     |
| Ucraineni                     | 27        | 10,42%      |
| Găgăuzi                       | 1         | 0,39%       |
| Alții                         | 1         | 0,39%       |
| Total                         | 259       | 100%        |